# La gerla di papà Martin (film 1923)
La gerla di papà Martin è un cortometraggio del 1923 diretto da Mario Bonnard e tratto dal romanzo "Les crochets du père Martin" di Eugène Cormon e Eugène Grangé.